# AOpen
エーオープン（英語: AOPEN Inc. 繁体字:建碁股份有限公司）現在は、産業用向けデジタル・サイネージ端末機器全般、CPUボード、ボード類などのコンピュータパーツを製造する台湾の電機メーカーである。

## 概要
acer（中文名：宏碁）は自社ブランドの各種コンピュータを販売するほか、日本や欧米の多くのメーカーにマザーボードなどを供給する大手メーカーである。1996年にPCを組み立てる個人ユーザに製品を供給する企業として設立した子会社がAOPENである。2000年に 日本法人エーオープンジャパンが設立された。
AOPEN が販売する製品の分野は幅広い。以前は様々なパソコンパーツ、周辺機器の製品、マザーボード、ビデオカード、サウンドカード、LANカード(NIC)、ケース(housing)、電源装置、CD/DVDドライブ、フロッピーディスクドライブ、マウス、キーボード、CPUクーラー、イーサネットハブなどと多岐に渡っている。
現在は産業用向けの端末機器、組込み用パーツ全般の企画、販売及びハードウェア・ソリューション機器の開発、設計、製造及び販売・コンサルティングなどのサービスを提供している。
2024年7月3日、日本の家電デザイン会社amadanaの株式を9割取得し、傘下に収めたことを発表した。

## Pentium M
本来モバイル用の CPU である Pentium M をデスクトップ用マザーボードに搭載する Mobile on Desktop（MoDT）というソリューションを提供することでも知られている。2004年終わりから2005年初めにかけて Pentium 4 などのデスクトップ用 CPU が Pentium M よりも電力消費効率が悪いことが判明し、多くの製造メーカーは Pentium M を搭載できるデスクトップ用マザーボードを導入した。AOpen はそのようなソリューションを早くから提供し始めた企業の一つである。

## miniPC
AOPEN が提供している MoDT ソリューションの中で有名なものとしては AOPEN miniPC が挙げられる。これは Mac mini にデザインがよく似ており、Linspire（LindowsOS）のプリインストールが可能である。Mac mini の発売後に AOPEN の miniPC が発表されたこともあり、miniPC のデザインは独創的ではないと批判され、一部からはあからさまに Mac mini のデザインを盗んだとまで言われた。それに対して AOPEN の技術サポートスタッフは「AOPEN は miniPC の製作とマーケティングに2年を費やしている。miniPC のコンセプトは Mac mini よりも早い時期に決まっていた。」と主張している。miniPC のデザインのベースが Mac mini かどうか、もしくはその逆かどうかは不明だが、以下に興味深い点を挙げる。
- Appleは AOPEN を訴えていない
- AOPEN の miniPC の商品紹介ページは、アップルのそれとデザイン及びレイアウトの両方で非常に良く似ている
- 2006年3月に、AOPEN は第二世代 miniPC のデザイン変更をアナウンスした